# Place des Vins-de-France
Place des Vins-de-France je náměstí v Paříži ve 12. obvodu. K náměstí přiléhá nákupní centrum Bercy Village.

## Historie
Náměstí vzniklo na konce 80. let 20. století. Jeho název (náměstí Francouzských vín) odkazuje na bývalé skladiště Bercy, kde bylo skladováno víno dovážené do Paříže.